# 清道站
清道站（：／ Cheongdo yeok */?）是京釜線沿線的一座鐵路車站，位于韓國庆尚北道清道郡清道邑高樹里，有ITX-新村、無窮花號及Nuriro号列車停靠。

## 車站結構
站體為2面4線的雙島式月台。

### 月台配置
| ↑ 南省峴        |
| ４３ \| ２１ \| |
| 上東 ↓          |

| 月台 | 車種   | 路線               | 目的地              |
| ---- | ------ | ------------------ | ------------------- |
| 1、2 | 京釜線 | ITX-新村、無窮花號 | 往 釜山、馬山方向   |
| 3、4 | 京釜線 | ITX-新村、無窮花號 | 往 東大邱、首爾方向 |

## 历史
- 1905年1月1日，落成使用。
- 1946年11月1日，第一代站舍毁于火灾。
- 1974年4月30日，第二代站舍建成。
- 1987年12月11日，第三代站舍建成。

## 车站周边
- 清道市場
- 清道高等學校
- 清道中學
- 天恩弥勒佛院
- 韓國農村公社慶山支社清道支所
- 密陽江

## 相鄰車站
韓國鐵道公社
京釜線
ITX-新村
慶山－清道－密陽
無窮花號
南省峴－清道－上東